# بلوشينغن
بلوشينغن (بالألمانية: Plochingen) هي مدينة وبلدة ألمانية تقع في ألمانيا في بادن-فورتمبيرغ. يقدر عدد سكانها بـ 14,325 نسمة .

## المدن التوأمة
مدن لاندسكرونا، Zwettl، Oroszlány وLandskrona Municipality هي مدن توأمة لـبلوشينغن.

## أعلام
- ماركو أنطونيو دي رينزو